# Зырянов, Павел Александрович
Павел Александрович Зырянов (род. 24 декабря 1983, Свердловск) — депутат Государственной думы РФ (2007—2011).

## Биография
C 1991 по 2001 год учился в гимназии № 166 города Екатеринбурга, с 2001 по 2006 год учился в Уральском государственном горном университете. Учился в аспирантуре УГГУ.
В 2004 году — председатель профсоюзной студенческой организации УГГУ. В 2006 году — победитель «ПОЛИТЗАВОДА-2006».
В 2007 году был избран депутатом Государственной Думы ФС РФ пятого созыва в составе федерального списка кандидатов, выдвинутого Всероссийской политической партией «Единая Россия». Член фракции «Единая Россия». Член комитета по строительству и земельным отношениям до апреля 2008 года. С апреля 2008 года - Член Комитета Государственной Думы по делам молодежи.
Один из авторов принятых законов:
- «О внесении изменения в статью 16 Федерального закона „О государственном регулировании производства и оборота этилового спирта, алкогольной и спиртосодержащей продукции“», закрепляющий право продавца спрашивать удостоверение личности при покупке алкогольной продукции, что позволяет оградить несовершеннолетних от покупки алкогольной продукции.
- «О внесении изменений в отдельные законодательные акты Российской Федерации в части усиления мер по предотвращению продажи несовершеннолетним алкогольной продукции и пива» устанавливающий административную и уголовную ответственность за продажу алкогольной продукции несовершеннолетним.
- Инициатор закона «О внесении изменения в статью 16 Федерального закона „О высшем и послевузовском профессиональном образовании“», по которому закрепляется обязанность назначать студентам очной формы обучения первого курса государственные академические стипендии в первом семестре с начала учебного года после издания приказа об их зачислении в федеральное государственное высшее учебное заведение.
- «О внесении изменений в Закон Российской Федерации „Об образовании“» и Федеральный закон «Об общих принципах организации законодательных (представительных) и исполнительных органов государственной власти субъектов Российской Федерации», направленный на закрепление правового статуса и основ функционирования детских школ искусств и на совершенствование государственной поддержки дополнительных предпрофессиональных образовательных программ в области искусства.
- «О внесении изменений в Закон Российской Федерации „Об образовании“» (в части среднего профессионального образования в области искусства), который направлен на профессиональное обучение особо одаренных детей с раннего возраста, проявивших выдающиеся способности в области музыкального, хореографического, изобразительного искусства.

После окончания депутатского мандата работал в федеральных и региональных органах государственной власти. В августе 2019 года был назначен заместителем директора ФАУ «Проектная дирекция Минстроя России». 
26 января 2021 года Министр строительства и жилищно-коммунального хозяйства Российской Федерации Ирек Файзуллин назначил Павла Зырянова на должность директора Федерального автономного учреждения «Проектная дирекция Минстроя России».
Награжден нагрудным знаком «Почетный работник сферы молодёжной политики Российской Федерации». Присвоен классный чин государственного советника Российской Федерации третьего класса.
Женат, имеет троих детей.